# Siete perros
Siete perros es una película dramática argentina dirigida por Rodrigo Guerrero.
La cinta fue nominada a mejor actor por la interpretación de Luis Machín en la 71° edición de los Premios Cóndor de Plata.

## Sinopsis
Un tipo solitario que vive con siete perros recibe una queja de sus vecinos. ¿Se le ocurrirá una solución creativa para superarlo?

## Reparto
- Luis Machín como Ernesto
- Maximiliano Bini como Matías
- Natalia di Cienzo como Luciana
- Paula Lussi como Paula
- Eva Bianco como Angélica
- Paula Galinelli Hertzog como Martina
- Hernán Sevilla como Hernán

## Premios y nominaciones
| Premio                  | Fecha              | Categoría   | Nominado    | Resultado | Ref.  |
| ----------------------- | ------------------ | ----------- | ----------- | --------- | ----- |
| Premios Cóndor de Plata | 22 de mayo de 2023 | Mejor actor | Luis Machín | Nominado  | [ 1 ] |